# Coppa dell'Imperatore 2010 (pallavolo)
La Coppa dell'Imperatore 2010 si è svolta dal 16 al 23 dicembre 2010: al torneo hanno partecipato 24 squadre di club giapponesi e la vittoria finale è andata per la prima volta ai Suntory Sunbirds.

## Regolamento
La competizione prevede che vi prendano parte 24 squadre, che si affrontano in gara secca per tutto il corso del torneo, dal primo turno alla finale. I club provenienti dalla V.Premier League scendono in campo solo da secondo turno.

## Partecipanti
| - Chūō Daigaku - Club Hokkaido - FC Tokyo - Gifu Club - Hanshin Delfino - JTEKT Stings - JT Thunders - Kagawa Kenritsu Takamatsu | - Kansei Gakuin Daigaku - Kinki Daigaku - Kokusai Budo Daigaku - Kyūshū Sangyō Daigaku - Matsumoto Kokusai - Nippon Taiiku Daigaku - Nishinihon Kogyo Daigaku - Oita Weisse Adler | - Panasonic Panthers - Sakai Blazers - Sendai Daigaku - Suntory Sunbirds - Tōa Daigaku - Tōkai Daigaku - Toray Arrows - Toyoda Trefuerza |

## Torneo

### Primo turno
| 16 dicembre 2010 Yoyogi National Gymnasium, Tokyo Durata: ? - Spettatori: ?    | Kinki Daigaku            | 3 - 1 | Kagawa Kenritsu Takamatsu | 25-19, 25-12, 25-20              |
| 16 dicembre 2010 Tokyo Metropolitan Gymnasium, Tokyo Durata: ? - Spettatori: ? | Nishinihon Kogyo Daigaku | 0 - 3 | Matsumoto Kokusai         | 16-25, 21-25, 20-25              |
| 16 dicembre 2010 Yoyogi National Gymnasium, Tokyo Durata: ? - Spettatori: ?    | Tōkai Daigaku            | 3 - 0 | Hanshin Delfino           | 25-13, 25-20, 25-18              |
| 16 dicembre 2010 Yoyogi National Gymnasium, Tokyo Durata: ? - Spettatori: ?    | Kyūshū Sangyō Daigaku    | 3 - 0 | Club Hokkaido             | 33-31, 27-25, 25-18              |
| 16 dicembre 2010 Yoyogi National Gymnasium, Tokyo Durata: ? - Spettatori: ?    | Tōa Daigaku              | 0 - 3 | JTEKT Stings              | 23-25, 21-25, 22-25              |
| 16 dicembre 2010 Yoyogi National Gymnasium, Tokyo Durata: ? - Spettatori: ?    | Nippon Taiiku Daigaku    | 3 - 0 | Kansei Gakuin Daigaku     | 25-15, 25-14, 25-14              |
| 16 dicembre 2010 Yoyogi National Gymnasium, Tokyo Durata: ? - Spettatori: ?    | Kokusai Budo Daigaku     | 2 - 3 | Sendai Daigaku            | 20-25, 22-25, 25-19, 25-20, 9-15 |
| 16 dicembre 2010 Yoyogi National Gymnasium, Tokyo Durata: ? - Spettatori: ?    | Chūō Daigaku             | 3 - 0 | Gifu Club                 | 25-17, 25-17, 25-17              |

### Secondo turno
| 17 dicembre 2010 Yoyogi National Gymnasium, Tokyo Durata: ? - Spettatori: ? | Toray Arrows       | 3 - 1 | Kinki Daigaku         | 25-12, 25-14, 25-27, 25-12        |
| 17 dicembre 2010 Yoyogi National Gymnasium, Tokyo Durata: ? - Spettatori: ? | JT Thunders        | 3 - 1 | Matsumoto Kokusai     | 23-25, 25-13, 25-19, 25-17        |
| 17 dicembre 2010 Yoyogi National Gymnasium, Tokyo Durata: ? - Spettatori: ? | Oita Weisse Adler  | 3 - 2 | Tōkai Daigaku         | 17-25, 20-25, 25-23, 25-23, 15-12 |
| 17 dicembre 2010 Yoyogi National Gymnasium, Tokyo Durata: ? - Spettatori: ? | Sakai Blazers      | 3 - 0 | Kyūshū Sangyō Daigaku | 25-11, 25-18, 25-20               |
| 18 dicembre 2010 Yoyogi National Gymnasium, Tokyo Durata: ? - Spettatori: ? | Suntory Sunbirds   | 3 - 0 | JTEKT Stings          | 28-26, 25-21, 25-17               |
| 17 dicembre 2010 Yoyogi National Gymnasium, Tokyo Durata: ? - Spettatori: ? | Toyoda Trefuerza   | 3 - 1 | Nippon Taiiku Daigaku | 19-25, 32-30, 25-17, 25-19        |
| 17 dicembre 2010 Yoyogi National Gymnasium, Tokyo Durata: ? - Spettatori: ? | Panasonic Panthers | 3 - 0 | Sendai Daigaku        | 25-20, 25-22, 25-19               |
| 17 dicembre 2010 Yoyogi National Gymnasium, Tokyo Durata: ? - Spettatori: ? | FC Tokyo           | 2 - 3 | Chūō Daigaku          | 23-25, 25-20, 25-16, 21-25, 8-15  |

### Quarti di finale
| 18 dicembre 2010 Yoyogi National Gymnasium, Tokyo Durata: ? - Spettatori: ? | Toray Arrows       | 1 - 3 | JT Thunders      | 31-33, 25-19, 21-25, 27-29        |
| 18 dicembre 2010 Yoyogi National Gymnasium, Tokyo Durata: ? - Spettatori: ? | Oita Weisse Adler  | 0 - 3 | Sakai Blazers    | 13-25, 17-25, 23-25               |
| 18 dicembre 2010 Yoyogi National Gymnasium, Tokyo Durata: ? - Spettatori: ? | Suntory Sunbirds   | 3 - 2 | Toyoda Trefuerza | 22-25, 25-23, 24-26, 25-19, 15-13 |
| 18 dicembre 2010 Yoyogi National Gymnasium, Tokyo Durata: ? - Spettatori: ? | Panasonic Panthers | 3 - 0 | Chūō Daigaku     | 25-21, 25-19, 25-19               |

#### Semifinali
| 19 dicembre 2010 Yoyogi National Gymnasium, Tokyo Durata: ? - Spettatori: ? | JT Thunders      | 3 - 2 | Sakai Blazers      | 23-25, 25-23, 18-25, 25-23, 15-13 |
| 19 dicembre 2010 Yoyogi National Gymnasium, Tokyo Durata: ? - Spettatori: ? | Suntory Sunbirds | 3 - 2 | Panasonic Panthers | 20-25, 25-19, 25-19, 17-25, 15-13 |

#### Finale
| 23 dicembre 2010 Yoyogi National Gymnasium, Tokyo Durata: ? - Spettatori: ? | Suntory Sunbirds | 3 - 0 | JT Thunders | 25-17, 25-23, 25-23 |